# Antraceno-9-tiol
Antraceno-9-tiol ou 9-antracenotiol é o composto orgânico com a fórmula C14H10S, SMILES
Sc2c3c(cc1c2cccc1)cccc3 e massa molecular 210,2959. É um derivado tiol do antraceno. Apresenta ponto de ebulição de 396,635 °C a 760 mmHg e ponto de fulgor de 200.935 °C. É classificado com o número CAS 17534-14-4.